# Raorchestes bombayensis
Espèce
Synonymes
- Ixalus bombayensis Annandale, 1919
- Philautus bombayensis (Annandale, 1919)
- Pseudophilautus bombayensis (Annandale, 1919)

Statut de conservation UICN

 VU B1ab(iii)+2ab(iii) : Vulnérable
Raorchestes bombayensis  est une espèce d'amphibiens de la famille des Rhacophoridae.

## Répartition
Cette espèce est endémique des Ghâts occidentaux en Inde,. Elle est présente au Karnataka et au Maharashtra, entre 400 et 1 300 m d'altitude.

## Description
Raorchestes bombayensis ne dépasse pas 30 mm. Sa face dorsale est brun foncé ou gris tacheté de noir et sa face ventrale jaune-verdâtre taché de noir.

## Étymologie
Son nom d'espèce, composé de bombay et du suffixe latin -ensis, « qui vit dans, qui habite », lui a été donné en référence au lieu de sa découverte, la Bombay Presidency, une province de l'Inde britannique.

## Publication originale
- Annandale, 1919 : The Fauna of Certain Small Streams in the Bombay Presidency. Records of the Indian Museum Calcutta, vol. 16, p. 109-234 (texte intégral).